# Waidhofen an der Ybbs
Waidhofen an der Ybbs (in austro-bavarese Waidhofn aun da Ybbs) è un comune di 11 470 abitanti della Bassa Austria (Austria), ed è una città statutaria.

## Geografia fisica
La città sorge ad est del Land di appartenenza, ed il territorio comunale divide in 2 settori, a nord e sud, il distretto di Amstetten.